# Witold Wedecki
Witold Wedecki (* 30. November 1944 in Vilnius) ist ein polnischer Prosaschriftsteller.

## Leben
Wedecki wurde während des Zweiten Weltkrieges mit seiner Familie durch die sowjetischen Mächte nach Sibirien deportiert. Er besuchte die Kadettenschule in Baku. Ende der 1950er Jahre siedelte er mit seiner Mutter im Rahmen der Umsiedlung nach Schlesien über, wo er sich in Gliwice niederließ. Nach dem Abitur begann er ein Studium der Architektur an der Politechnika Śląska, das er mit dem Diplom abschloss. In den folgenden Jahren arbeitete er als Architekt. Als Schriftsteller debütierte er 1965 mit dem Gedicht Martwa natura, das in der Wochenzeitschrift Odgłosy publiziert wurde. Von 1986 bis 1989 veröffentlichte er einige Erzählungen in der Wochenzeitschrift Tak i nie. 1996 publizierte er seinen ersten Roman.
Er lebt in Gliwice.

## Publikationen
- Uczty, 1971
- Bielsze od czerni, 1996
- Wejście i wyjście, 2000
- Klęski i nadzieje, 2001
- Wolni. Witraż, 2003
- Czarne rondo, 2006
- Romanse. Witraż, 2007
- Drewniane kule. Witraż, 2010
- Gryps pod czerwoną blachą. Opowieść o Kresach, których już nie ma, 2012
- Pani Kazimiera, 2012
- Barbarzyńcy, 2013
- Oprychy. Witraż, 2014
- Mrok. Opowieść o Kresach, których już nie ma, 2015
- Wyspa – miejsce specjalne. Studenterskei balangi, 2015

## Nominierungen
- 2007: Literaturpreis Gdynia in der Kategorie Prosa für Czarne rondo